# Општина Гривица (Васлуј)
Гривица (рум. Griviţa) општина је у Румунији у округу Васлуј.
Oпштина се налази на надморској висини од 188 m.